# Lawrence Norfolk

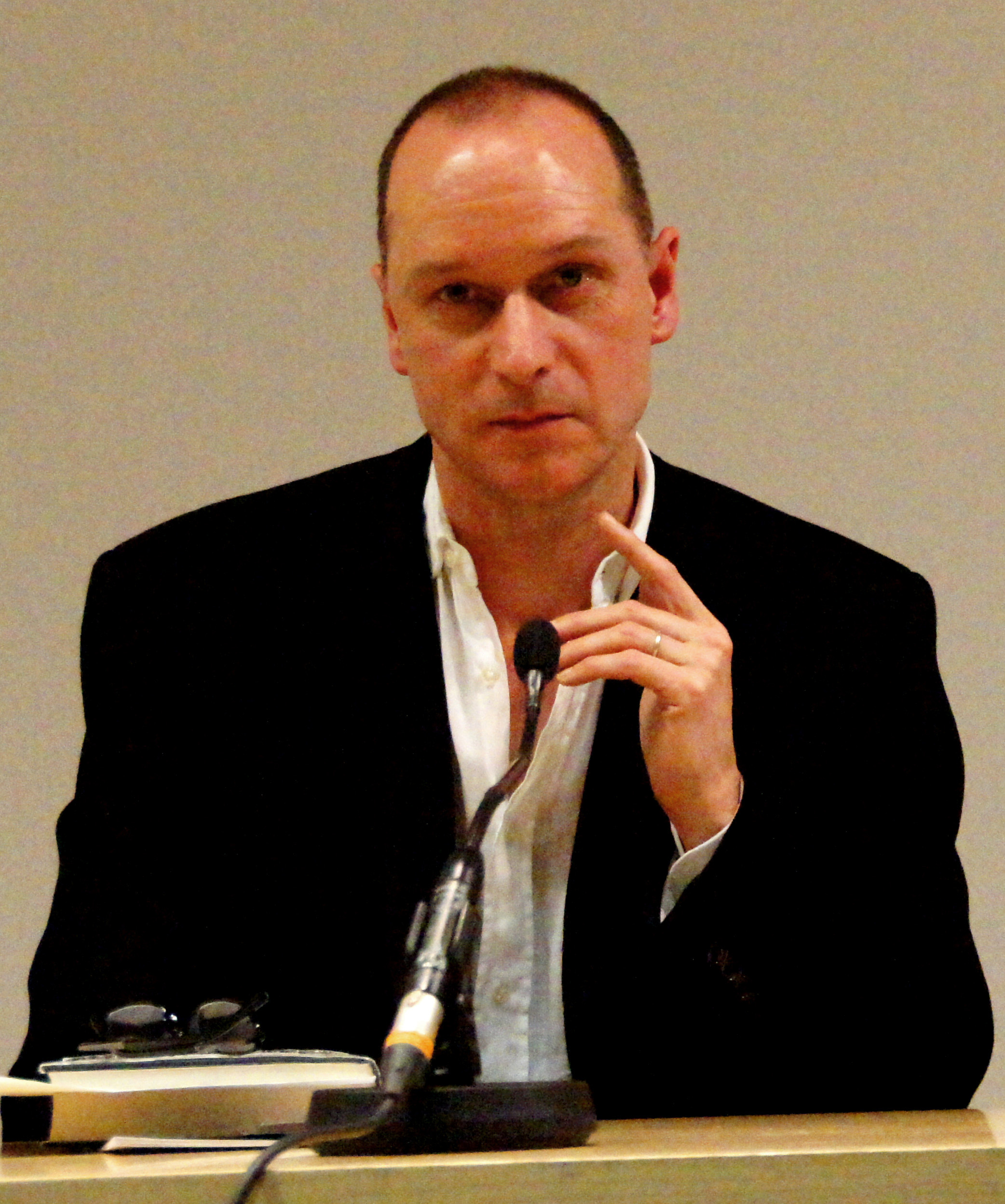
Lawrence Norfolk, 2013.

Lawrence Norfolk (* 1963 en Londres) es un novelista británico. Estudió inglés en el King's College de Londres hasta 1986. Tras esto ejerció como profesor y escritor para diferentes diarios y revistas, entre los que se cuentan el suplemento literario del Times.

## Obra
Norfolk ha publicado cuatro novelas:
- Lemprière's Dictionary (1991) en español: El Diccionario de Lemprière's
- The Pope's Rhinoceros (1996) en español: El Rinoceronte del Papa
- In the Shape of a Boar (2000) en español: En figura de jabalí
- John Saturnall's Feast (2012) en español: El festín de John Saturnall

Sus novelas son ricas en detalles históricos y descripciones con imaginativos elementos de ficción.
El relato de El Diccionario de Lemprière's da cuenta de la historia de la creación de la creación de la obra de 1788 Classical Dictionary de John Lempriere, conjuntándolo con el nacimiento de la Compañía Británica de las Indias Orientales, el sitio de La Rochelle y la mitología griega. Por esta novela ganó el Premio Somerset Maugham.
En “El rinoceronte del Papa” relata la rivalidad de España y Portugal por el favor del papa a principios del siglo XVI, y el regalo de Portugal de un rinoceronte al papa para su reserva de Roma. Al mismo tiempo describe las experiencias de los alemanes que viajaron de la isla Usedom hasta Roma.
- Datos: Q1392155
- Multimedia: Lawrence Norfolk / Q1392155